# Uranus-Klasse
Die Uranus-Klasse besteht aus den beiden Ankerziehschleppern ALP Guard (ex-Uranus) und ALP Centre (ex-Orcus). Sie wurden ursprünglich für die deutsche Reederei Harms Bergung bei der Cuxhavener Mützelfeldtwerft gebaut und waren die leistungsfähigsten jemals in Deutschland für deutsche Auftraggeber gebauten Ankerziehschlepper (AHT, engl. Anchor Handling Tug).

## Geschichte
Um den gestiegenen Anforderungen im Bergungseinsatz und bei der Erdölgewinnung im Offshore-Bereich begegnen zu können, benötigte die in dieser Sparte tätige Reederei Harms Bergung leistungsfähige Hochseeschlepper mit einem Pfahlzug von mindestens 280 Tonnen (etwa 2750 kN). Vor diesem Hintergrund wurden MAN Ferrostaal (Logistik, Projektleitung) und die Mützelfeldtwerft (Schiffbau) mit der Realisierung beauftragt. Für den Entwurf war die in Lauenburg/Elbe ansässige Hitzler Werft verantwortlich.
Im Herbst 2007 wurde die Uranus als Baunummer 256 bei der Mützelfeldtwerft in Cuxhaven auf Kiel gelegt. Am 31. August 2008 wurde das Schwimmdock geflutet. Aufgrund technischer Probleme konnten die Probefahrten erst im August/September 2009 durchgeführt werden. Die Pfahlzugtests fanden am 7. Oktober 2009 in Stavanger statt. Da während der Probefahrten Stabilitätsprobleme auftraten, entschloss man sich, die Uranus mit zusätzlichen Auftriebskästen mittschiffs auszurüsten. Diese Maßnahme wurde im Sommer 2010 auf der Bauwerft durchgeführt.
Die Uranus wurde am 21. November 2009 von Sigrid Albrecht, Ehefrau eines der beiden Eigner, getauft. Eigentümer des Schiffes war zunächst die Beteiligungsgesellschaft AHT URANUS und AHT ORCUS, bereedert wurde der Schlepper durch Harms Bergung, Transport und Heavylift. Im Frühjahr 2015 wurden die beiden Schwesterschiffe an die niederländische Reederei ALP Maritime Services, eine Tochterfirma von Altera Infrastructure (bis 2020 als Teekay Offshore firmierend), verkauft. Die Uranus wurde nach dem Verkauf in ALP Guard umbenannt, während die Orcus den Namen ALP Centre erhielt.

## Einsätze
Die ALP Guard spielte im März 2021 eine entscheidende Rolle bei der Bergung des im Suezkanal auf Grund gelaufenen Containerschiffes Ever Given.
Die ALP Guard schleppte im August 2022 den 1963 in Frankreich in Dienst gestellten, vom Nachnutzer Brasilien zur Abwrackung in der Türkei verkauften Flugzeugträger São Paulo bis vor Gibraltar. Nachdem türkische Behörden die Einfahrt unter Verweis auf Schadstoffbelastung zurückzogen, führte der Schlepp wieder zurück nach Brasilien. Nun wurde von den brasilianischen Behörden zunächst das Einlaufen in einen Hafen, und dann gerichtlich das Verlassen brasilianischer Hoheitsgewässer untersagt. São Paulo wurde schließlich am 20. Januar 2023 von der Marinha do Brasil übernommen, und im Februar 2023 in 350 km Entfernung von der Küste versenkt.

## Technik und Ausrüstung

### Maschinenanlage und Antrieb
Entsprechend ihrer Aufgabenstellung sind die Schiffe mit einer leistungsfähigen Maschinen- und Antriebsanlage ausgestattet. Als Hauptmotoren kommen vier Neunzylinder-Reihenmotoren der Baureihe MaK M32C zum Einsatz. Jeder Motor entwickelt bei einer Drehzahl von 600/min eine Leistung von 4500 kW (6120 PS). Je zwei Motoren wirken über Kupplungen und Getriebe des Typs Wärtsilä TCH270-S58 auf Lips 4-Blatt-Verstellpropeller mit einem Durchmesser von 4,52 m. Die Propeller laufen in festen Kortdüsen; ihre Nenndrehzahl beträgt 122/min. Je nach Bedarf können die Motoren zu- oder abgekoppelt werden.
Mit diesen Antriebsanlagen erreicht der Schlepper bei Dauermaschinenleistung (englisch Maximum Continuous Rating, MCR) einen maximalen Dauerpfahlzug von 285 Tonnen (rund 2795 kN), bei 110 % Maschinenleistung können kurzzeitig 301 Tonnen (etwa 2950 kN) erreicht werden. Die Höchstgeschwindigkeit der Uranus liegt bei rund 18 Knoten, die Dienstgeschwindigkeit beträgt 12 Knoten.
Für die Stromversorgung verfügt die Schlepper über zwei an den Getrieben angeflanschte Wellengeneratoren mit einer Leistung von jeweils 2000 kW. Sie können über Kupplungen zu- und abgeschaltet werden. Darüber hinaus sind zwei weitere Dieselgeneratoren vorhanden.
Um eine gute Manövrierfähigkeit zu gewährleisten, sind die Schlepper mit drei Schottel-Querstrahlanlagen ausgerüstet. Sie arbeiten mit elektrisch angetriebenen Verstellpropellern. Die beiden Anlagen im Bug (STT 4 CP) leisten je 1200 kW, der Heck-Querstrahler (STT 1 CP) leistet 400 kW.